# Oxalato de cobalto (II)
El oxalato de cobalto (II) es un compuesto inorgánico de fórmula CoC2O4. Al igual que otros oxalatos inorgánicos simples, es un polímero de coordinación. Los ligandos de oxalato forman un puente de centros de Co(OH2)2. Cada cobalto adopta una geometría de coordinación octaédrica.
Se utiliza en la preparación de catalizadores de cobalto y de polvo metálico de cobalto para aplicaciones pulvimetalúrgicas. Se fabrica en procesos de reciclaje de baterías de iones de litio, en los que el cobalto se obtiene del material del cátodo (LiCoO2) por lixiviación con ácido sulfúrico y posterior precipitación con oxalato de amonio.

## Compuestos relacionados
Se conocen muchos complejos de oxalato de cobalto(III), como [Co(C2O4)3]3- y [Co(C2H4(NH2)2)C2O4)2]-.